# Exile on Main St.
Exile on Main St. è un album in studio doppio del gruppo musicale britannico The Rolling Stones, pubblicato nel 1972; è il decimo della discografia inglese e il dodicesimo di quella statunitense; venne pubblicato il 12 maggio in Inghilterra e il 22 maggio negli USA.
Alla sua pubblicazione Exile on Main St. fu accolto da critiche contrastanti, ma già a partire dagli anni settanta, il disco subì una forte rivalutazione da parte della critica musicale, fino ad essere considerato da alcuni il capolavoro del gruppo. Occupa la 14ª posizione nella classifica dei 500 migliori album di tutti i tempi stilata dalla rivista Rolling Stone. Raggiunse il numero 1 sia nella classifica inglese, sia in quella statunitense, rimanendovi rispettivamente per una e quattro settimane.
Una versione espansa e rimasterizzata dell'album è stata pubblicata in Europa il 17 maggio 2010 e il giorno dopo negli Stati Uniti, con l'aggiunta di dieci nuove tracce inedite. Cosa insolita per questo tipo di iniziative, l'album rientrò nella classifiche di mezzo mondo raggiungendo piazzamenti notevoli, come il primo posto in Gran Bretagna e la seconda posizione negli Stati Uniti d'America.

## Storia
Aveva come titolo provvisorio Tropical Disease ("malattia tropicale") poi sostituito con quello noto in italiano traducibile come "In esilio sulla strada principale", allude all'esilio della band dall'Inghilterra a causa di problemi con il fisco con conseguente trasferimento in Francia. Infatti, le registrazioni sono state fatte nella cantina della villa in Francia di Keith Richards. In questo album si instaura un duello tra blues e boogie, tra rumore e silenzio, tra armoniche country e chitarre slide in giubilo. La canzone più famosa è probabilmente Tumbling Dice, ma molto note sono pure Rocks Off, Shine a Light, Sweet Virginia, All Down the Line e Happy. Quest'ultima fu incisa da Keith Richards insieme al produttore Jimmy Miller e al sassofonista Bobby Keys mentre aspettava gli altri membri che erano in ritardo in studio.
Alcune delle tracce furono registrate nel periodo 1970-1971 presso gli Olympic Studios di Londra e lo studio di registrazione casalingo di Mick Jagger a Stargroves, Hampshire, durante le sessioni dell'album Sticky Fingers, mentre la maggior parte furono incise nell'estate 1971 in una villa di nome Nellcôte a Villefranche-sur-Mer, nel sud della Francia. Il chitarrista Keith Richards aveva preso in affitto la villa per viverci mentre la band "era in esilio" dall'Inghilterra per motivi fiscali. Gli Stones installarono il loro studio di registrazione mobile nella cantina della proprietà. Richards viveva ai piani superiori nella residenza principale, e di frequente riceveva la visita di conoscenti e amici, spesso musicisti, che si univano alla band per effettuare delle jam session. Le sessioni di registrazione giornaliere andavano avanti per ore fino a notte inoltrata, con una lista di partecipanti che variava di molto a seconda dei giorni. Senza l'atmosfera formale di un vero studio di registrazione, le sessioni di Nellcôte furono caratterizzate da una certa rilassatezza, senza però togliere spazio alla creatività.
La lavorazione dell'album venne completata negli studi Sunset Sound di Los Angeles, dove le sessioni relative alle sovraincisioni coinvolsero altri musicisti di studio come il pianista Nicky Hopkins, il sassofonista Bobby Keys, il batterista Jimmy Miller, e il trombettista Jim Price. La musica risultante è un miscuglio di blues, rock and roll, swing, country, e gospel, mentre dal punto di vista lirico, i testi delle canzoni incluse nell'album, esplorano tematiche come l'edonismo, il sesso, e lo scorrere del tempo.

## Copertina
La copertina di Exile on Main St. è costituita da un collage di foto in bianco e nero opera del fotografo Robert Frank e spezzoni di filmini in Super 8 anch'essi in bianco e nero, assemblati insieme dai grafici Norman Seeff e John Van Hamersveld. Il retro di copertina figura invece varie fotografie degli Stones ritratti mentre mangiano, sbadigliano, leggono il giornale, ecc., il tutto giustapposto a frammenti di testi delle canzoni contenute nell'album, come: «I gave you the diamonds, you gave me disease» ("Io ti ho dato dei diamanti, tu mi hai attaccato una malattia"), «Got to scrape the shit right off your shoes» ("Dovete grattare via la merda dalle vostre scarpe") e «I don't want to talk about Jesus, I just want to see his face» ("Non voglio parlare di Gesù, voglio solo vedere il suo viso"). Le fotografie in copertina, raffiguranti istantanee di vari freak affisse sulla parete in un centro di tatuaggi a New York, erano state scattate da Robert Frank nel corso di un viaggio attraverso gli Stati Uniti tra il 1955 e il 1956 ed erano state incluse nel libro fotografico Gli Americani (The Americans).

## Registrazione
Exile on Main St. è composto di brani la cui stesura risale ad un lasso di tempo compreso tra il 1968 e il 1972. A proposito delle prime tracce scritte, Mick Jagger disse nel 2003: «Dopo aver rescisso il contratto con Allen Klein, non volevamo dargli i diritti su queste canzoni già pronte, cosa che eravamo stati costretti a fare per Brown Sugar e Wild Horses dell'album Sticky Fingers». La maggior parte di esse era stata incisa tra il 1969 e il 1971 agli Olympic Studios e nella casa di campagna di Jagger in Inghilterra durante le sessioni per Sticky Fingers.
Nella primavera del 1971, i Rolling Stones, si ritrovarono ad essere veramente tartassati dal fisco britannico, lasciarono così l'Inghilterra prima che il governo decidesse di condannarli per evasione fiscale. Mick Jagger si stabilì a Parigi con la neo moglie Bianca, e il chitarrista Keith Richards affittò una lussuosa villa in stile Belle Époque chiamata Nellcôte, a Villefranche-sur-Mer, vicino a Nizza. Gli altri membri della band, si stabilirono anch'essi in varie zone del Sud della Francia. Dopo aver cercato senza successo uno studio di registrazione in Francia che fosse adatto per il nuovo album dei Rolling Stones, fu deciso che il gruppo avrebbe registrato il disco a Nellcôte nella villa di Keith, utilizzando le apparecchiature di studio che la band si era portata dietro dall'Inghilterra all'interno di un camion.

### Nellcôte
Le sedute di registrazione presero il via a metà giugno 1971. Il bassista Bill Wyman ricorda che il gruppo lavorava principalmente di sera, incidendo e provando i pezzi per tutta la notte, tutti i giorni, dalle otto di sera fino alle tre di mattina del giorno dopo. Wyman aggiunse: «Naturalmente, non tutti venivano in studio a lavorare tutte le sere. Questo fatto, per me, fu la fonte delle maggiori frustrazioni del periodo. Per i nostri precedenti due album avevamo lavorato tutti insieme ascoltando i consigli del produttore Jimmy Miller. A Nellcôte invece, le cose andarono molto diversamente, e mi ci volle un po' per capire il perché». All'epoca Richards stava diventando un consumatore abituale di eroina. Centinaia di dollari di eroina fluivano per la casa ogni settimana insieme a visitatori, vari spacciatori, e semplici perdigiorno che affollavano la villa e che inclusero anche William S. Burroughs, Terry Southern, Gram Parsons e Marshall Chess (che dirigeva la nuova etichetta degli Stones). A Parsons venne chiesto di andarsene da Nellcôte all'inizio di luglio, perché Richards stava diventando paranoico a causa della droga e non voleva avere problemi con la polizia francese (Parsons era infatti anch'esso un avido consumatore di droghe).
L'abuso di sostanze stupefacenti da parte di Richards, spesso gli precludeva la partecipazione alle sedute di registrazione che si svolgevano nella cantina della villa, mentre Mick Jagger e Bill Wyman erano di frequente assenti per altre ragioni. I restanti membri del gruppo si trovarono quindi spesso a dover registrare in situazioni differenti dal consueto. Uno dei casi più celebri riguarda la registrazione del brano Happy, cantato da Richards. Registrato in cantina, il brano fu inciso dai soli Richards (chitarra e voce), Bobby Keys al sassofono e Jimmy Miller alle percussioni, gli unici presenti nel pomeriggio in cui Richards, ripresosi momentaneamente dalla botta, decise di scendere giù in cantina per registrare qualcosa.
La band delle sessioni di Nellcôte consistette principalmente in Richards, Bobby Keys, Mick Taylor, Charlie Watts, Miller (batterista e produttore che sostituì momentaneamente Watts per l'incisione di Happy e Shine a Light), e Jagger quando era disponibile. Wyman non gradiva l'atmosfera decadente della villa di Richards e saltò gran parte delle sessioni in studio. Le parti di basso non suonate da Wyman, vennero accreditate a Taylor, Richards e al sessionman Bill Plummer. Wyman affermò nella sua biografia Stone Alone, che all'epoca di Exile, esisteva una netta divisione all'interno della band tra chi indulgeva nelle droghe senza ritegno alcuno (Richards, Miller, Keys, Taylor, il tecnico del suono Andy Johns) e quelli che conducevano uno stile di vita maggiormente sobrio (Wyman, Watts e Jagger).

### Los Angeles

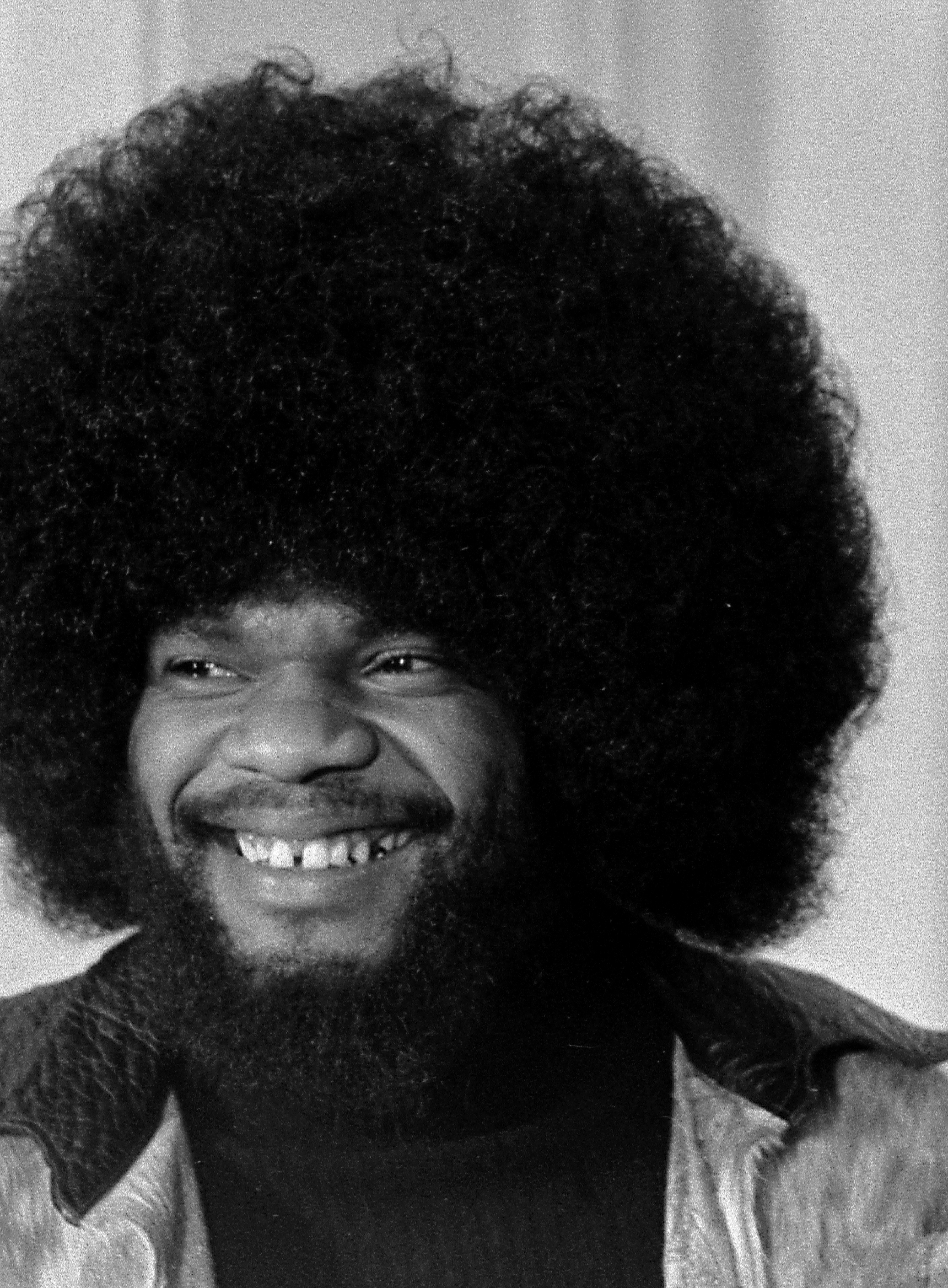
Billy Preston influenzò lo stile gospel presente nel brano Shine a Light.

Successivamente, le sedute di registrazione si spostarono ai Sunset Sound Recorders di Los Angeles dove furono eseguite numerose sovraincisioni sul materiale registrato nella cantina francese (tutte le parti di pianoforte e di tastiera, le tracce vocali, alcune parti di chitarra e di basso) tra il dicembre 1971 e il maggio 1972. Alcuni brani (come Torn and Frayed e Loving Cup) furono registrati daccapo a Los Angeles. Anche se Jagger era stato spesso assente a Nellcôte, a Los Angeles prese in mano il comando delle sessioni, reclutando i musicisti Billy Preston e Dr. John e i migliori turnisti della città per il completamento dell'album. L'arrangiamento in stile gospel di brani come Tumbling Dice, Loving Cup, Let It Loose e Shine a Light furono ispirati da una visita che Jagger e Preston fecero in una chiesa evangelica locale.
Le lunghe sedute di incisione e i differenti metodi di lavoro utilizzati da Jagger e da Richards nel disco, riflettono le crescenti disparità che stavano venendo a crearsi nelle loro rispettive esistenze. Durante la lavorazione del disco, Jagger aveva sposato Bianca, e poco tempo dopo gli era nata una figlia, Jade, nell'ottobre 1971. Richards invece stava sempre con la compagna Anita Pallenberg, ma entrambi erano ormai diventati dei completi tossicodipendenti, e conducevano uno stile di vita autodistruttivo. Sebbene l'album venga spesso definito dalla critica come l'epitome massima dell'arte di Keith Richards, grazie al suo suono intrinsecamente sporco e graffiante, Jagger ebbe anch'egli un ruolo decisivo nella fase di post produzione dell'opera.

## Brani
- Dalla seguente descrizione sono esclusi i brani Shake Your Hips e Stop Breaking Down perché composti da altri autori.

### Rocks Off
Il brano rock che apre Exile inizia con una progressione di riff in midtempo e con un cantato da parte di Mick Jagger letteralmente sepolto nel mixaggio, lasciando spazio al controcanto di Richards. Al minuto 2:11 la canzone subisce una rapida variazione, trasformandosi in un intermezzo dalle sonorità psichedeliche, con la voce di Jagger distorta e le chitarre in riverbero. La registrazione della traccia di base si protrasse fino all'alba, e anche lo stesso Keith Richards era crollato esausto addormentandosi. Il tecnico del suono Andy Johns, visto l'andazzo, prese l'auto e se ne tornò a casa pensando che la sessione fosse terminata. Arrivato a destinazione, sentì squillare il telefono: era Richards che gli diceva di tornare indietro in tutta fretta a Nellcôte perché gli era venuta l'ispirazione per terminare la canzone.

### Rip This Joint
Rock veloce e scatenato dall'incedere incalzante, quasi anticipatore del punk nel cantato sguaiato di Jagger che è un farfugliare frenetico e selvaggio sulla base di un groove alla Chuck Berry.

### Casino Boogie

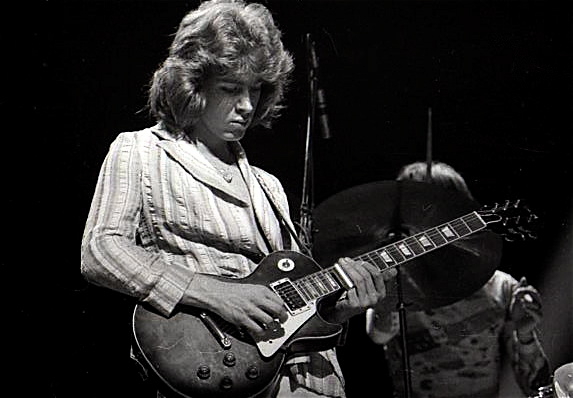
Mick Taylor

In questo brano prevalentemente ritmico, ispirato alla band dalla vicinanza dei casinò della costa meridionale della Francia, è Richards a suonare il basso dato che Bill Wyman non era presente in studio la sera dell'incisione. (Il contributo di Wyman fu poi aggiunto in un secondo momento durante le sessioni di post-produzione a Los Angeles). Il testo del brano, composto da un'accozzaglia di frasi apparentemente senza nessuna connessione fra di loro, fu messo insieme ispirandosi alla tecnica del "Cut-up" resa celebre da William S. Burroughs.

### Tumbling Dice
Primo singolo estratto dall'album, venne ispirato a Richards dalla passione per i dadi della corista Clydie King che era emersa durante una chiacchierata tra i due. Provvisoriamente intitolata Good Time Woman e provata per la prima volta durante le sessioni per l'album Sticky Fingers, la canzone, nella sua versione finale, possiede un mixaggio audio molto impastato e confuso che rende le parole cantate da Jagger quasi incomprensibili.
Il testo del brano racconta la storia di un giocatore d'azzardo incapace di restare fedele ad una sola donna per volta. Il titolo provvisorio del brano era Good Time Woman, e venne provato durante le sessioni di registrazione dell'album Sticky Fingers. A questo stadio, la canzone era ancora un boogie-woogie blueseggiante con in evidenza il pianoforte suonato da Ian Stewart. Il brano venne ripreso durante le sessioni nella cantina di Villa Nellcôte, a Villefranche-sur-Mer, in Francia. Il gruppo stava provando i brani per Exile on Main St., e Richards decise di rielaborare la canzone, con un nuovo testo ispirato alla passione per il gioco d'azzardo di alcuni suoi amici, per includerla sul disco in uscita. Sia Charlie Watts che il produttore Jimmy Miller suonano entrambi la batteria nella versione finale della canzone che venne pubblicata. La traccia base venne registrata il 3 agosto 1971. Mick Taylor, suona il basso nella traccia, perché il bassista titolare della band, Bill Wyman, non era presente in studio la sera della registrazione.

### Sweet Virginia
Brano dall'atmosfera molto country dal ritornello corale ed orecchiabile, la cui stesura risale alle sessioni per l'album Sticky Fingers. La canzone include un assolo di armonica opera di Jagger, e un assolo di sax suonato da Bobby Keys. Charlie Watts scandisce alla batteria un ritmo country shuffle. Una versione alternativa di Sweet Virginia, senza il controcanto delle coriste, è circolata in numerosi bootleg. I critici non sono ancora riusciti a stabilire se Gram Parsons canti nei cori oppure no.

### Torn and Frayed
Altra canzone in perfetto stile country rock, che sembrerebbe essere stata ispirata agli Stones dalla presenza a Nellcôte del musicista country rock Gram Parsons, grande amico di Richards e che lo aveva iniziato a quel genere musicale. In questo brano l'assolo di chitarra è eseguito da Al Perkins con la lap steel guitar.

### Sweet Black Angel
La traccia (originariamente intitolata Bent Green Needles e con un testo completamente differente) è un altro degli avanzi delle sedute di registrazione per Sticky Fingers svoltesi a Stargroves. Il brano è una ballata in stile folk caraibico dedicata a Angela Davis, il "dolce angelo nero" del titolo, un'attivista politica delle Black Panthers, all'epoca in carcere negli Stati Uniti per sospetto terrorismo.

### Loving Cup
Canzone dall'arrangiamento in stile gospel che venne eseguita per la prima volta, anche se in versione embrionale, già in occasione del concerto gratuito tenuto dagli Stones a Hyde Park nel 1969.

### Happy

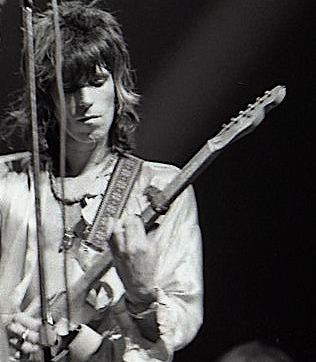
Keith Richards

Anche se accreditata alla coppia compositiva Jagger/Richards, Happy fu scritta principalmente dal solo Keith Richards nell'estate del 1971, a villa Nellcôte nel Sud della Francia. La traccia base fu registrata nella cantina di Nellcôte, utilizzando lo studio di registrazione mobile dei Rolling Stones, con Richards al basso, alla chitarra e al canto; il produttore/musicista Jimmy Miller alla batteria; e il sassofonista Bobby Keys alle maracas. Il pianoforte di Nicky Hopkins venne aggiunto dopo, come anche la tromba di Jim Price, il sax di Keys, la chitarra di Mick Taylor e i cori in sottofondo ad opera di Mick Jagger.

### Turd on the Run
Si tratta di una interpretazione particolarmente violenta e dura di un classico pezzo blues con Mick Jagger all'armonica.

### Ventilator Blues
Brano di blues rock che si apre con un celebre riff di chitarra slide suonato da Mick Taylor. La canzone venne ispirata alla band dalle condizioni ambientali nelle quali si trovavano a registrare il materiale per il disco. Quell'estate in Francia, nella cantina della villa Nellcôte, faceva un caldo torrido, la stanza prendeva aria da una sola finestrella, e solamente un piccolo ventilatore elettrico forniva un po' di sollievo. Il brano è l'unico per il quale Mick Taylor ottenne dei crediti compositivi in tutta la carriera con gli Stones.

### I Just Want to See His Face
Curioso brano in stile soul/gospel tra il sacro e il profano, il cui protagonista è Gesù Cristo. Jagger non sembra convinto di aver trovato la fede, ma sente di poter essere redento solo alla vista del volto divino. Iniziò semplicemente come una registrazione in bassa fedeltà di Jagger che cantava mentre Richards lo accompagnava suonando le tastiere. Inizialmente la canzone venne messa su nastro solo per essere poi usata come base di partenza per qualcos'altro, ma poi, riascoltandola, la band decise di lavorarci sopra per pubblicarla sul disco.

### Let It Loose
Evocativo brano nei cui cori gospel cantano le coriste Tamiya Lynn, Shirley Goodman e il musicista Dr. John insieme ad altri coristi. La traccia di base era stata registrata agli Olympic Studios di Londra qualche mese prima.

### All Down the Line
Presa in considerazione per essere pubblicata come singolo, si tratta di una traccia dal trascinante sound rock and roll. Nella canzone è presente uno dei rarissimi assoli di chitarra dell'album, ad opera di Mick Taylor.

### Shine a Light
Per la canzone gli Stones si affidarono in larga misura all'ausilio dell'organo di Billy Preston, in grado di far risaltare la profonda spiritualità del testo del brano. La stesura della canzone risale al 1968, e Leon Russell ne aveva incisa una versione embrionale intitolata Get a Line on You.

### Soul Survivor
Ultima traccia dell'album, si tratta di un altro brano con forti venature Soul che si regge su un aspro e tagliente riff di chitarra che sembra andare avanti all'infinito.

## Pubblicazione
Preceduto dal singolo Tumbling Dice, un successo da top 10 sia in Gran Bretagna che in America, Exile on Main St. venne pubblicato nel maggio 1972. Si rivelò subito un immediato successo commerciale, raggiungendo il numero 1 in classifica in diverse parti del mondo.

## Accoglienza
| Recensione                    | Giudizio |
| ----------------------------- | -------- |
| AllMusic                      | [ 9 ]    |
| The Rolling Stone Album Guide | [ 26 ]   |
| Pitchfork                     |          |
| Piero Scaruffi                | [ 27 ]   |
| Ondarock                      | [ 28 ]   |
| Christgau's Record Guide      | A+       |
| Encyclopedia of Popular Music | [ 30 ]   |
| Entertainment Weekly          | A+       |
| NME                           | [ 32 ]   |
| Uncut                         | [ 33 ]   |

All'epoca della sua uscita, molti critici giudicarono Exile on Main St. un disco "ruvido" e di "difficile assimilazione" da parte del pubblico. Lenny Kaye, scrisse su Rolling Stone una recensione dove asseriva che l'album non era nulla di speciale, e che non era all'altezza dei precedenti dischi della band, non contenendo nessun brano particolarmente memorabile.
Altri critici invece lodarono l'opera per il suono sporco ritenuto "molto rock" e la varietà di stili musicali in esso contenuti, dal blues al country, dal rock al soul, ecc. Il critico musicale Robert Christgau fu uno dei primi a definire l'album il capolavoro dei Rolling Stones, titolo onorifico che il disco in futuro si vedrà affibbiato molto spesso.
Lester Bangs, celebre critico rock statunitense, in un primo momento non apprezzò particolarmente il disco, salvo poi ricredersi totalmente definendolo un capolavoro assoluto. A proposito di Exile disse che parlava principalmente di "sopravvissuti". 
(Lester Bangs, 1972.)
Nel 2003, Mick Jagger disse che Exile non è uno dei suoi album preferiti degli Stones, e che lo ritiene un po' troppo sopravvalutato come disco, perché non contiene brani da classifica. Anche se ammise che l'opera, nel suo insieme, ha un feeling particolare, criticò aspramente il mixaggio audio dell'album da lui ritenuto pessimo.
Di parere opposto invece Keith Richards, che nel 2010 ha detto in una intervista che Exile è il suo disco preferito dei Rolling Stones.

## Tracce
Tutte le canzoni sono accreditate a Jagger/Richards, tranne dove indicato.
Lato 1
1. Rocks Off - 4:32
2. Rip This Joint - 2:23
3. Shake Your Hips (Slim Harpo) - 2:59
4. Casino Boogie - 3:33
5. Tumbling Dice - 3:45

Lato 2
1. Sweet Virginia - 4:25
2. Torn and Frayed - 4:17
3. Sweet Black Angel - 2:54
4. Loving Cup - 4:23

Lato 3
1. Happy - 3:04
2. Turd on the Run - 2:37
3. Ventilator Blues (Jagger, Richards, Mick Taylor) - 3:24
4. I Just Want to See His Face - 2:52
5. Let It Loose - 5:17

Lato 4
1. All Down the Line - 3:49
2. Stop Breaking Down (Robert Johnson) - 4:34
3. Shine a Light - 4:14
4. Soul Survivor - 3:49

### Deluxe Edition (2010)
Il 18 maggio 2010 è uscita una riedizione dell'album: l'edizione semplice (in formato CD) contiene i diciotto brani originali, l'edizione deluxe include un CD Bonus con dieci brani inediti. Questi i titoli:
1. Pass The Wine (Sophia Loren)
2. Plundered My Soul
3. I'm Not Signifying
4. Following The River
5. Dancing In The Light
6. So Divine (Aladdin Story)
7. Loving Cup - Alternate Take
8. Soul Survivor - Alternate Take
9. Good Time Women
10. Title 5

La versione super deluxe comprende anche un documentario in DVD della durata di trenta minuti, i dischi in vinile e un libretto per collezionisti di 50 pagine con fotografie degli anni di Exile.
Delle dieci tracce bonus, cinque sono outtakes delle sessioni originali: I'm Not Signifying, una versione embrionale di Tumbling Dice intitolata Good Time Women, lo strumentale Title 5, e le versioni alternative di Loving Cup e Soul Survivor, quest'ultima con alla voce Richards. Le altre cinque tracce, anche se risalenti all'epoca della registrazione di Exile, hanno subito un trattamento di restyling con delle sovraincisioni effettuate poco prima della pubblicazione, nuove tracce vocali da parte di Jagger su tutti i brani, nuovi cori al posto di quelli vecchi ad opera delle attuali coriste della band, Cindy Mizelle e Lisa Fischer, e una nuova parte di chitarra suonata da Mick Taylor in Plundered My Soul.
La riedizione dell'album debuttò direttamente al primo posto della classifica inglese, quasi 38 anni dopo la prima uscita dell'album originale (arrivato anch'esso al numero 1). I Rolling Stones sono diventati il primo gruppo ad aver posizionato due volte lo stesso album di studio al primo posto in classifica a così tanti anni di distanza. L'album entrò anche al numero 2 in classifica negli Stati Uniti vendendo 76 000 copie durante la prima settimana di distribuzione.

## Formazione
The Rolling Stones
- Mick Jagger - voce, percussioni; armonica in Shake Your Hips, Sweet Virginia, Sweet Black Angel, Turd on the Run e Stop Breaking Down, chitarra in Tumbling Dice e Stop Breaking Down
- Keith Richards - chitarre, voce; basso in Casino Boogie e Soul Survivor, piano in I Just Want to See His Face
- Mick Taylor - chitarre; basso in Tumbling Dice, Torn and Frayed, I Just Want to See His Face, Stop Breaking Down e Shine a Light
- Charlie Watts - batteria
- Bill Wyman - basso

Collaboratori
- Nicky Hopkins - pianoforte
- Bobby Keys - sassofono; percussioni in Happy
- Jim Price - tromba, trombone; organo in Torn and Frayed

Altri musicisti
- Bill Plummer - basso in Rip This Joint, Turd on the Run e All Down the Line
- Ian Stewart - pianoforte in Shake Your Hips, Sweet Virginia, Happy e Stop Breaking Down
- Al Perkins - steel guitar a pedale in Torn and Frayed e Stop Breaking Down
- Billy Preston - piano e organo in Shine a Light
- Amyl Nitrate - marimba in Sweet Black Angel
- Jimmy Miller - batteria in Happy e Shine a Light, percussioni in Sweet Black Angel, Loving Cup e All Down the Line
- Clydie King, Joe Green, Venetta Field, Tamiya Lynn,
Shirley Goodman, Dr. John, Kathi McDonald e Jesse Kirkland - cori

Crediti
- Jimmy Miller - produttore
- Andy Johns, Glyn Johns, Joe Zaganno - ingegnere del suono

## Classifiche

### Classifiche settimanali
| Classifica (1972) | Posizione massima |
| ----------------- | ----------------- |
| Australia         | 2                 |
| Austria           | 7                 |
| Canada            | 1                 |
| Danimarca         | 5                 |
| Francia           | 8                 |
| Germania          | 2                 |
| Italia            | 4                 |
| Norvegia          | 1                 |
| Nuova Zelanda     | 4                 |
| Paesi Bassi       | 1                 |
| Regno Unito       | 1                 |
| Spagna            | 1                 |
| Stati Uniti       | 1                 |
| Svezia            | 1                 |

### Classifiche di fine anno
| Classifica (1972) | Posizione |
| ----------------- | --------- |
| Australia         | 19        |
| Germania          | 29        |
| Paesi Bassi       | 11        |
| Stati Uniti       | 31        |

### Riedizione del 2010
| Classifica (2010) | Posizione massima |
| ----------------- | ----------------- |
| Regno Unito       | 1                 |
| Stati Uniti       | 2                 |

## Influenze e citazioni
- L'album e il suo titolo sono stati frequentemente oggetto di citazioni da parte di altri musicisti. Per esempio, la band britannica di acid house Alabama 3 ha intitolato il suo album di debutto Exile on Coldharbour Lane. Altra citazione è quella fatta da Liz Phair per il suo album Exile in Guyville. I Pussy Galore pubblicarono un album che reinterpretava l'intera scaletta dei brani di Exile. I Matchbox Twenty intitolarono la loro raccolta retrospettiva Exile on Mainstream. I Chemlab intitolarono la traccia portante del loro disco East Side Militia, Exile on Mainline, in riferimento all'album dei Rolling Stones. Infine, il gruppo "Pop-punk" dei Green Day ha recentemente suonato una reinterpretazione di Rip This Joint al Late Night with Jimmy Fallon.
- The Departed, un film del 2006 del regista Martin Scorsese, contiene una scena dove Bill Costigan manda a Madelyn Madden una e-mail con oggetto Exile on Main St. contenente una registrazione compromettente di Colin Sullivan che parla con il boss malavitoso Frank Costello.
- Il 31 ottobre 2009, la rock band Phish ha reinterpretato l'intero Exile on Main St. durante il concerto di Halloween svoltosi a Indio, in California.
- Il primo episodio della quarta stagione del telefilm Californication è intitolato "Exile on Main St." (Inoltre sono presenti numerosi riferimenti agli Stones lungo tutta la serie.)
- Exile on Wall Street è il titolo di un libro sulle cause della crisi economica mondiale scritto dall'analista finanziario Mike Mayo.